# James Hanlon
Pour les articles homonymes, voir Hanlon.
James Hanlon (né en 1966 dans l'arrondissement du Bronx, à New York, aux États-Unis) est un acteur, réalisateur, directeur de la photographie et producteur américain.

## Biographie
Il est l'un des trois réalisateurs de New York : 11 septembre avec Jules et Gédéon Naudet

## Filmographie partielle

### Comme acteur
- 1995 : Zoya: les chemins du destin (Zoya) (TV) : Firefighter
- 1997 : New York, police judiciaire (saison 7, épisode 9) : Charlie Davies
- 1999 : À tombeau ouvert (Bringing Out the Dead) : Fireman
- 2000 : The Bookie's Lament : Joey C.
- 2000 : Le Secret de Joe Gould (Joe Gould's Secret) : Mike, Cop at Coffee Shop
- 2000 : New York, police judiciaire (saison 11, épisode 7) : officier Charlie Curran
- 2001 : New York, unité spéciale (saison 2, épisode 14) :  officier Austin Bates
- 2001 : New York, section criminelle (saison 1, épisode 3) : Larry Falls
- 2004 : Fashion Maman (Raising Helen) : Restaurant Maitre d'
- 2005 : New York, cour de justice (saison 1, épisode 2) : détective Hagen Burke

### Comme réalisateur
- 2002 : New York : 11 septembre (9/11) (TV)

### Comme directeur de la photographie
- 2002 : New York : 11 septembre (9/11) (TV)

### Comme producteur
- 2002 : New York : 11 septembre (9/11) (TV)